# Machine d'Atwood
Pour les articles homonymes, voir Atwood.

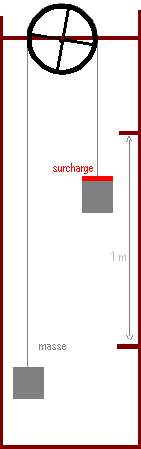
Schéma de la machine d'Atwood.

La machine d'Atwood est un appareil conçu en 1784 pour l'étude de la chute libre par George Atwood, et longtemps amélioré pour se rapprocher davantage d'une véritable chute, éventuellement en la plaçant dans un tube de Newton.
L'intérêt de l'invention est de contourner la brièveté du temps de parcours en diminuant l'accélération des masses et de permettre par là la mesure du temps écoulé de bien meilleure façon que les plans inclinés déjà essayés par Galilée.

## Principe
Sur une poulie, un fil relie deux masses {\displaystyle m_{1}} et {\displaystyle m_{2}} ({\displaystyle m_{1}<m_{2}}).
Si les masses sont égales et le système immobile, il restera ainsi en équilibre.
Si l'une des masses est plus grande ({\displaystyle m_{2}>m_{1}}, par exemple), son poids (ou plutôt son surcroît de poids par rapport à {\displaystyle m_{1}}), entraîne le mouvement, mais la masse {\displaystyle m_{1}} ralentit la chute de {\displaystyle m_{2}} par son inertie. Autrement dit la force motrice est {\displaystyle (m_{2}-m_{1})g} (si g est l'accélération de la pesanteur) alors que la masse d'inertie du système est {\displaystyle (m_{2}+m_{1})}.

## Usage pédagogique
La machine d'Atwood a été souvent utilisée pour permettre aux élèves de vérifier la « relation fondamentale de la dynamique » (deuxième loi de Newton) et/ou la conservation de l'énergie mécanique.
Si les masses de la poulie et du fil sont négligeables devant la somme des masses suspendues, si les forces de frottement sont négligeables par rapport à la différence de leurs poids, et si on néglige l'élasticité du fil, on voit que la masse la plus lourde m2 tombe avec l'accélération réduite a :
{\displaystyle a={\frac {m_{2}-m_{1}}{m_{1}+m_{2}}}g}
égalité dont on tire facilement que a < g.
Principe fondamental de la dynamique en translation appliqué à m1 : T - m1⋅g = m1⋅a
PFDT appliqué à m2 : m2⋅g - T' = m2⋅a
La valeur de a est la même car le fil est supposé inextensible.
T ≈ T' car l'inertie de la poulie est négligeable.
On en tire a.
Ce résultat peut s'interpréter de manière simplificatrice en disant que la force « globale » est (m2 - m1)⋅g et la masse « globale » est (m1 + m2). Ce résultat s'obtient de manière plus rigoureuse en recourant au théorème de l'énergie cinétique-puissance qui donne :

(m1 + m2)⋅a⋅v = m2⋅g⋅v - m1⋅g⋅v + O

car les autres forces sont négligeables.